# Antiviral
Antiviral è un film del 2012 scritto e diretto da Brandon Cronenberg e con protagonisti Caleb Landry Jones, Sarah Gadon e Malcolm McDowell.

## Trama
Syd March è un dipendente della Lucas Clinic, una clinica specializzata nella vendita di virus che hanno colpito le celebrità. Nel mondo in cui vive Syd il culto delle celebrità è talmente diffuso che la gente, per sentirsi sempre più vicina ai propri idoli, arriva addirittura a pagare per farsi iniettare le malattie dei personaggi famosi. Anche Syd è infettato da un virus, quello che ha fatto morire la star Hannah Geist e, per salvare la propria vita, inizierà ad indagare sul mistero che circonda la morte della star.

## Distribuzione
Il film è stato presentato in anteprima assoluta il 19 maggio 2012 alla sessantacinquesima edizione del Festival di Cannes, in cui era in concorso nella sezione Un Certain Regard.
Il primo trailer ufficiale del film è stato distribuito online il 9 agosto 2012..Il film è inedito in Italia.

## Premi e riconoscimenti
- 2012 - Toronto International Film Festival
  - Vinto Miglior opera prima canadese[4]